# Євалак
Євала́к (рос. Евалак) — присілок у складі Артинського міського округу Свердловської області.
Населення — 7 осіб (2010, 16 у 2002).
Національний склад станом на 2002 рік: марійці — 62 %, росіяни — 38 %.